# Étienne Fiacre Louis Raoul
Étienne Fiacre Louis Raoul (Brest, 23 de julho de 1815 — Brest, 30 de março de 1852) foi um cirurgião da marinha e um naturalista francês.